# Gerlaco
San Gerlaco (Gerlaco, Gerlac, Gerlachus van Houthem, Gerlac de Valkenberg) (1100?-1170?) fue un ermitaño holandés del siglo XII. Su culto se centra en la localidad holandesa de Valkenburg.

## Biografía
Originalmente, Gerlaco fue un soldado licencioso y pendenciero. Pero después de la muerte de su esposa se convirtió en un piadoso cristiano y peregrinó a Roma y Jerusalén. Hizo penitencia el resto de su vida, primero cuidando un enfermo en Jerusalén por 7 años, dejó atrás todas sus pertenencias, viviendo como ermitaño en un árbol hueco cerca de su propio estado. 
Cada semana él viajó a Maastricht a venerar las reliquias de San Servacio, y a Aquisgrán a venerar a Nuestra Señora. Tuvo una vida muy pobre y austera y eso provocó numerosas disputas con los monjes locales que querían que ingresara en su monasterio. La población le consideraba un santo, pero los monjes apelaron a la intervención del obispo. Acusaron a Gerlaco de ser increíblemente rico, un tesoro que se encontraba debajo del árbol en el que vivía. Pero el santo recibió la ayuda y protección de amigos poderosos como Santa Hildegarda de Bingen. De todas maneras, el obispo dio la orden de cortar el roble sin encontrar el tesoro. 
Tuvo una visión de San Gervase el 5 de enero de 1170. Muerto en 1172 o 1177 en Houthem, Holanda, de causas naturales, su cuerpo descansa en la Iglesia que lleva su nombre de dicha ciudad.
La Vita Beati Gerlaci Eremytae, escrita alrededor de 1227, narra su vida y leyenda.